# Алуоро (Изернија)
Алуоро је насеље у Италији у округу Изернија, региону Молизе.
Према процени из 2011. у насељу је живело 66 становника. Насеље се налази на надморској висини од 402 м.